# محمد مقدادي
محمد علي مقدادي (1952) أستاذ جامعي وشاعر أردني ومتخصص في الاقتصاد الزراعي والدولي. ولد في بيت إيدس من محافظة إربد. حصل على دكتوراه في الاقتصاد الدولي من الولايات المتّحدة، 1993. عمل مديراً لدائرة الإقراض في إتحاد المزارعين الأردنيين، ورئيساً لفرع رابطة الكاتب الأردنيين في محافظة إربد منذ عام 1987-2008. نشر شعره في كثير من الصحف والمجلات الأردنية والعربية وله دواوين شعرية مطبوعة ومسرحيات شعرية.

## سيرته
ولد محمد علي ظاهر مقدادي في بيت إيدس سنة 1952 ونشأ بها. تخرج في جامعة دمشق بكالوريس هندسة زراعة 1974، والماجستر في الجامعة الأردنية متخصصاً في الاقتصاد الزراعي 1988، وأتم دراسته للدكتوراه في الاقتصاد الدولي من الولايات المتحدة سنة 1994.

عمل مديراً لدائرة الإقراض والمتابعة، ورئيساً لقسم الدراسات والأبحاث في اتحاد المزارعين في وادي الأردن، ورئيساً لقسم الشؤون الطلبة العرب في جامعة الباسيفيك الأمريكية بكاليفورنيا، وأشرف على العديد من أطروحات الماجستير والدكتوراه.
انتخب رئيساً لفرع رابطة الكتاب الأردنيين في محافظة إربد لعدة دورات منذ عام 1987، كما انتخب أمينا للسر في رابطة الكتاب الأردنيين عام 2006، وانتخب رئيساً لاتحاد كتاب الانترنت العرب 2007. مقدادي عضو في المجلس العالمي للغة العربية منذ العام 2005، وعضو نقابة المهندسين الزراعيين، ورابطة الكتاب الأردنيين، واتحاد الكتاب العرب، واتحاد الكتاب التونسيين، واتحاد الاقتصاديين الأمريكيين.
كرّمه بيت الشعر العربي في رابطة الكتاب الأردنيين في 21 نوفمبر 2015.
تسلم وأدار الملف الثقافي والفني لمدينة إربد مدينة الثقافة الأردنية عام 2007.
اعتبره منتدى عرار الثقافي شخصية العام في أيام عرار الشعرية عام 2022. حصل على العديد من التكريمات منها حصوله على حصل على جائزة التفرغ الإبداعي المقدمة من وزارة الثقافة الأردنية عام 2010 عن ديوانه "سلالة الطين".
شارك بدعوةٍ من اتحاد الكتاب الصينيين في مؤتمر اتحاد الكتّاب العالميين عام 2014. وأنجز مجموعة شعرية هناك بعنوان "نجوم كثيرة وقلب واحد" ترجمت إلى العربية والإنجليزية وأصدرها اتحاد الكتاب الصينيين ضمن كتاب مشترك لمجموعة من كتّاب العالم. شارك في العديد من المهرجانات والفعاليات الثقافية واللقاءات والبرامج التلفزيونية الثقافية والفكرية والإنسانية على فضائيات أجنبية وعربية من بينها قناة الجزيرة القطرية في برنامجها (الاتجاه المعاكس) وفي عدة حلقات حول الديمقراطية وسياسات صندوق النقد الدولي وقضايا العولمة والتنمية والتكامل الاقتصادي بين الأقطار العربية، وغيرها من العناوين.

## شعره
أسلوبه «يراوح بين سمات القصيدة التقليدية وإن بتعديل طريقة كتابة الابيات مع الحفاظ على وحداتها العروضية الاساسية احياناً وبين اعتماد شعر التفعيلة بمعنى تعدد الاوزان والقوافي وصولاً إلى بعض اجواء قصيدة النثر.»

## مؤلفاته
من دواوينه الشعرية:
- أوجاع في منتجع الهم1982
- حالات خاصة من دفتر العشق، 1985
- الإبحار في الزمن الصعب، 1985
- أحلام القنديل الأزرق، 1988
- الانفجار/مسرحية شعرية،1989
- حقوق الليلك ، 1995
- ذاكرة النهر-2001.
- أحد.. أحد، 2004
- طواف الجهات، 2002
- على أي حال أحبك، 2005
- طقوس الغياب، 2005
- على وشك الحكمة ؛2005
- رجل برسم الحب والمنفى، 2007.
- هوس القرنفل،2008
- الأعمال الشعرية ،2008
- سلالة الطين، 2011
- كتاب الموت، 2014
- على قلة الياسمين،2015
- حديقة الاسرار،2013

من مؤلفاته في موضوعات فكرية:
العولمة ...رقاب كثيرة وسيف واحد،2000
- أمريكا وهيكلة الموت'، سياسة، 2004
- الويلات المتحدة والحكمة الغائبة،2008
- عودة المقدس وانبعاث الصحوة، 2013
- أكذوبة الصراع الحضاري، 2016

أعمال الداعية مخطوطة:
- وادي السيسبان ...رواية.
- أشجار الوهم...شعر.
- سر من لا يرى...شعر.
- غيم لمائدة الهباء...شعر.
- على مقربة من صهيل بعيد...شعر.
- سونيتات الموت الأخير...شعر.
- الأمر ليس كما تريد...شعر.
- منتهى ما أريد...شعر.
- منازل أخرى..أصدقاء آخرون.نص مفتوح.

مخطوطات في الفكر:
- مناقلات الاستبداد/بين السلطة والتسلط.
- مكابدات الكاتب العربي.
- الثقافة والتنمية في العالم العربي.